# Aleksei Kangaskolkka
Aleksei Kangaskolkka (Vyborg, 29 ottobre 1988) è un ex calciatore russo naturalizzato finlandese, di ruolo attaccante.

## Palmarès

### Club
- Campionato finlandese: 1

IFK Mariehamn: 2016
- Coppa di Finlandia: 1

IFK Mariehamn: 2015

### Individuale
- Capocannoniere del campionato finlandese: 1

2017 (16 reti)